# Serra de la Fatarella
La Serra de la Fatarella està situada al nord de la comarca de la Ribera d'Ebre, just al damunt del poble que porta el mateix nom: La Fatarella. També està inclosa a la comarca de la Terra Alta.
En un dels punts més alts del serrat es troba l'ermita de la Misericòrdia, des d'on s'obté una magnífica vista sobre tota la comarca. Als peus de la muntanya hi ha el pla de Camposines, indret habilitat pel Consorci per al Memorial de la Batalla de l'Ebre per rendir homenatge a tots els que van participar en la Batalla de l'Ebre.